# Marche funèbre de Siegfried

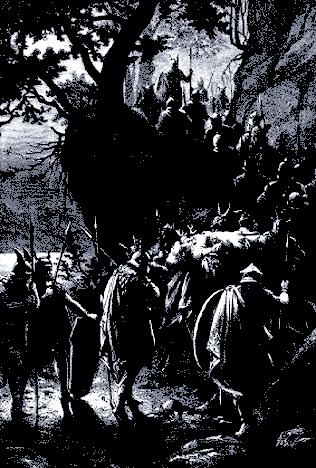
La procession funèbre de Siegfried par Knut Ekvall.

La Marche funèbre de Siegfried (Siegfrieds Trauermarsch) est un long interlude orchestral, d’environ sept à neuf minutes, qui sépare les scènes 2 et 3 de l’acte III du Crépuscule des dieux de Richard Wagner.
Le héros Siegfried, frappé traîtreusement par Hagen, vient de mourir après avoir une dernière fois évoqué les souvenirs de son passé et la figure de sa bien-aimée Brünnhilde. Les guerriers emmènent alors son corps à travers la forêt dans une procession morne et silencieuse. Des sourds coups de timbales, plusieurs fois répétés, s'élève une sombre plainte qui résonne comme un écho de la destinée humaine, désespérée et écrasante, et finalement triomphale ; centrée d'abord sur le leitmotiv du glas (Todestrauer), pour faire apparaître ensuite celui de Siegfried, avant que n'éclate le thème héroïque (Siegfrieds Heldenthema).
D'autres leitmotive du Ring sont par ailleurs utilisés par Wagner dans cet interlude : le Destin malheureux des Wälsungen (Wälsungenweh), la Race des Wälsungen, la Compassion (Mitleid), Sieglinde, l'Amour (Liebe), le Glaive (Schwert) ou encore, vers la fin, la Malédiction de l'Anneau (Fluch).

## Utilisations
Comme musique de film, la marche sert de fond sonore à l’un des Trois Chants sur Lénine (1934) de Dziga Vertov, celui montrant l’affliction du peuple russe devant le cadavre de Lénine. Elle fut également utilisée dans deux documentaires de Werner Herzog, La Soufrière et Leçons de ténèbre, ainsi que dans Excalibur de John Boorman, où elle scande les scènes de morts héroïques (surtout dans la scène finale, lors de la mort d'Arthur).
Dans l’Allemagne nazie, elle « servait, héroïque et tragique, à créer l’ambiance avant chaque annonce radiophonique de la mort “héroïque” d’une personnalité nationale-socialiste. Diffusée par les actualités hebdomadaires de l’Ufa, dans les films et dans les émissions de radio, cette musique toucha des millions d’auditeurs. » Elle fut notamment diffusée avant l’annonce de la défaite à Stalingrad, ainsi que le 1er mai 1945 au lendemain de la mort d’Adolf Hitler sur le Reichssender Flensburg (de), la seule station encore en fonction.